# Freeform (Apple)
Freeform est une application de collaboration et de brainstorming lancée par Apple et disponible sur iOS, iPadOS et macOS. Annoncée durant la WWDC d'Apple en juin 2022, l'application devient disponible plusieurs mois après avec la sortie des mises à jour d'iOS 16.2, d'iPadOS 16.2 et de macOS 13.1. 

## Description
L'application fonctionne sur le même principe qu'un tableau blanc numérique pour partager des idées. On peut y ajouter des images, des documents et coller des post-it. On peut aussi y placer du texte et énormément de types de formes (flèches, cercles, etc.). 
Elle dispose de plusieurs stylos et pinceaux avec différentes options de couleurs pour noter des idées, ajouter des commentaires et dessiner des diagrammes. Il est possible de travailler jusqu'à 100 personnes sur un même tableau. 
FaceTime est directement intégrée à l’application et permet aux utilisateurs de passer des appels depuis l'application en sélectionnant le bouton de collaboration situé en haut à droite de l’écran. Il est également possible de partager un tableau dans un fil de discussion iMessage. 